# Rio Cureşiţa
O Rio Cureşiţa é um rio da Romênia, afluente do Mociur, localizado no distrito de Timiş.